# Nueva Democracia (Chile)
Nueva Democracia fue un movimiento político chileno de derecha surgido durante la dictadura militar.

## Historia
Fue fundado en 1979 por gremialistas como Javier Leturia, Carlos Bombal e Ignacio Astete, como parte de una red de instituciones que funcionaban al alero del gremialismo como el Frente Juvenil de Unidad Nacional, el Instituto de Estudios y Capacitación Diego Portales y la revista Realidad, que se convirtió en vocero oficial del movimiento. En su documento fundante, buscaban el establecimiento de una «nueva democracia», que plasmaron en los siguientes términos: 

En su primer manifiesto, señalan que la democracia es la forma de gobierno más adecuada para Chile, que el sufragio universal debe ser el
método predominante para generar las autoridades políticas, que la soberanía debe reconocer límites objetivos entre los que sobresalen los derechos que emanan de la naturaleza humana, anteriores y superiores al Estado, que rechazan por incompatible con la democracia la perpetuación de un régimen militar, y que sólo una actitud cómoda o miope de ciertos sectores podría pretender endosarle indefinidamente a las Fuerzas Armadas y de Orden una responsabilidad que correspondía en definitiva a la ciudadanía toda, como es el ejercicio habitual de la actividad política contingente.
Historia de la UDI.

El movimiento estaba compuesto mayoritariamente por jóvenes profesionales, entre quienes estaban Juan Antonio Coloma Correa, Cristián Larroulet, Andrés Chadwick, entre otros. Su primer y único secretario general fue Javier Leturia, expresidente de la Federación de Estudiantes de la Universidad Católica.
En 1983, Nueva Democracia y otros grupos gremialistas como el Frente Juvenil de Unidad Nacional, dieron origen al Movimiento Unión Demócrata Independiente, fundado el 24 de septiembre de ese año, y que en 1989 se constituiría como partido político.